# David Thewlis
David Thewlis, född som David Wheeler den 20 mars 1963 i Blackpool, är en brittisk skådespelare, författare, regissör och manusförfattare.
Thewlis har bland annat spelat en av huvudrollerna i filmen "Total Eclipse" från 1995 med Leonardo DiCaprio. "Johnny" i Naken och rollen som Remus Lupin i Harry Potter och fången från Azkaban, och senare Harry Potter-filmer. Mellan 2001 och 2010 var han sambo med Anna Friel, som också är skådespelare, och de har en dotter ihop.

## Filmografi (i urval)
- 1990 – Livet leker!
- 1993 – Prime Suspect 3: The Keeper Of Souls (SV, I Mördarens Spår 3: Själavårdaren)
- 1993 – Naken
- 1994 – Black Beauty
- 1995 – Total Eclipse
- 1995 – Kungen & älskarinnan
- 1996 – James och jättepersikan (röst)
- 1996 – Dragonheart
- 1997 – Sju år i Tibet
- 1998 – The Big Lebowski
- 1998 – Divorcing Jack
- 2000 – Slutspel
- 2000 – Miraklernas man
- 2002 – Dinotopia
- 2004 – Harry Potter och fången från Azkaban
- 2005 – Kingdom of Heaven
- 2006 – Basic Instinct 2
- 2006 – Omen
- 2007 – The Inner Life Of Martin Frost
- 2007 – Harry Potter och Fenixorden
- 2008 – Pojken i randig pyjamas
- 2009 – Veronika bestämmer sig för att dö
- 2009 – Harry Potter och Halvblodsprinsen
- 2010 – London Boulevard
- 2010 – Mr. Nice
- 2010 – Harry Potter och dödsrelikerna – Del 1
- 2011 – Harry Potter och dödsrelikerna – Del 2
- 2011 – The Lady
- 2011 – Anonym
- 2011 – War Horse
- 2013 – Red 2
- 2013 – The Fifth Estate
- 2013 – The Zero Theorem
- 2014 – Stonehearst Asylum
- 2014 – The Theory of Everything
- 2015 – Macbeth
- 2015 – Legend
- 2015 – Anomalisa (röst)
- 2015 – Regression
- 2015 – An Inspector Calls
- 2017 – Fargo (TV-serie)
- 2017 – Wonder Woman
- 2017 – Justice League
- 2020 – I'm Thinking of Ending Things
- 2022 – The Sandman (TV-serie)
- 2022 – Enola Holmes 2
- 2024 – Kaos (TV-serie)
- 2025 – Sherlock & dotter (TV-serie)